# Jindřich II. Dolnobavorský
Jindřich II. Dolnobavorský (29. září 1305, Landshut – 1. září 1339, Landshut) byl bavorský vévoda, spojenec českého krále Jana Lucemburského.

## Život
Jindřich byl prvorozeným synem vévody Štěpána a Judity, dcery Bolka Svídnického. Po otcově smrti roku 1310 se Jindřich stal svěřencem Ludvíka Bavora, který mu zajistil sňatek s Markétou, dcerou svého tehdejšího spojence Jana Lucemburského. Dohoda byla zlistiněna 12. srpna 1322 v Praze. Po manželském konfliktu krále Jana s manželkou Eliškou bylo děvčátko ještě téhož roku odvezeno na Jindřichův dvůr v Landshutu. Tam ji následovala i těhotná a zavržená matka.
| „                     | Neboť královna Eliška se odebrala za svou dcerou Markétou, kterou velmi něžně miluje, do Bavor a až dodnes se zdržuje se zetěm a dcerou v Landshutu... | “ |
| — Zbraslavská kronika | |   |

V exilu a bez svých důchodů zůstala královna Eliška v Bavorsku až do roku 1325, kdy se i s Markétou vrátila zpět do Čech, kde dívka pobyla další tři roky a poté se vydala za Jindřichem.
| „                     | ...paní Markéta, prvorozená dcera krále Jana, vybavena slušnou výbavou, slavnostně vyvedena od své matky královny Elišky z Prahy a v Domažlicích přijata od Jindřicha, vévody bavorského, a odtud se slávou dovedena do jeho vévodství... | “ |
| — Zbraslavská kronika | |   |

Svatba Markéty a Jindřicha se uskutečnila až 12. února či 12. srpna 1328 ve Straubingu a Jindřich dal tchánovi k dispozici panství Burghausen, Kufstein a Kitzbühel jako výchozí bod pro výpravy do Tyrolska, Korutan a Itálie.
Rok po svatbě se novomanželům narodil syn Jan a o další rok později syn Jindřich, který zemřel v útlém dětství. Vévoda ručil na smlouvách o sňatku svého švagra Jana Jindřicha a Markéty Pyskaté. Měl spory se svými příbuznými o majetek a celý život byl věrným lucemburským spojencem. Zemřel 1. září 1339 na malomocenství a byl pohřben v cisterciáckém klášteře Seligenthal.
20. prosince 1340 jej předčasně následoval do hrobu i jedenáctiletý syn Jan, údajně dle dobových drbů otrávený svým tchánem Ludvíkem Bavorem. Protože zemřel bez potomků, bylo po jeho smrti snadné spojit Horní a Dolní Bavorsko v jeden celek pod vládou císaře Ludvíka.
Vdova Markéta se měla stát manželkou polského krále Kazimíra III. Zemřela těsně před svatbou v červenci 1341.